# Nîva Trudova, Apostolove
Nîva Trudova (în ucraineană Нива Трудова) este localitatea de reședință a comunei Nîva Trudova din raionul Apostolove, regiunea Dnipropetrovsk, Ucraina.

## Demografie
Componența lingvistică a localității Nîva Trudova
     Ucraineană (87,51%)
     Rusă (11,81%)
     Alte limbi (0,49%)
Conform recensământului din 2001, majoritatea populației localității Nîva Trudova era vorbitoare de ucraineană (87,51%), existând în minoritate și vorbitori de rusă (11,81%).